# Dictée des Amériques
La Dictée des Amériques était une épreuve internationale d'orthographe de la langue française, tenue de 1994 à 2009 au Québec, dans le sillage des Dicos d'or de Bernard Pivot. Il s'agissait également d'une émission de télévision animée par Anne-Marie Dussault (1995-2006) et Stéphan Bureau (2007-2009). À cette grande manifestation culturelle de la francophonie prenaient part des pays de divers horizons tels que la Suisse, le Brésil, les États-Unis, la Belgique, Haïti, le Chili, la France, la Bulgarie, l’Algérie, le Liban, l’Égypte, la République dominicaine et, bien sûr, le Canada.

## Histoire
La Dictée des Amériques voit le jour en 1994. Elle répondait à deux attentes, insatisfaites à l'époque : d'une part, le public québécois se passionne pour les épreuves d'orthographe, où nombre d'entre eux s'illustrent du reste, à l'image de Stéphane Éthier et de Pascale Lefrançois ; d'autre part, la France avait renoncé en 1993 à organiser une épreuve internationale d'orthographe. Il fallait donc proposer quelque chose au public américain, notamment québécois, d'où le nom de la nouvelle épreuve.
En 1995, la Dictée des Amériques ouvrait ses portes à des concurrents étrangers. La Suisse, la Belgique, le Luxembourg et le Sénégal répondaient à l'appel, organisant des épreuves de sélection au niveau national. La France suit une année plus tard, déléguant ses Dicos d'or.
En 2005, la Dictée des Amériques réunissait des concurrents venant de vingt-six pays (par exemple, des représentants de la Bulgarie et de la Roumanie ont participé pour la première fois).
Considérée comme trop onéreuse, la Dictée des Amériques interrompt ses activités en 2009 après seize éditions,.

## Principe et particularités
La Dictée des Amériques faisait subir à ses candidats, champions de leur pays, une épreuve en deux temps. Il y avait d'abord une dictée, puis une batterie de questions portant sur la langue française.
Les concurrents étaient répartis en catégories (environnement francophone ou non), et participaient en tant que juniors (moins de 18 ans) ou seniors amateurs ou professionnels (dont la langue française est le métier). Chez les non francophones, la limite entre juniors et seniors était fixée à 19 ans.
L'épreuve avait encore une autre caractéristique : elle faisait appel chaque année à un auteur, personnalité du monde des lettres ou de la culture canadienne, qui venait dicter lui-même son texte.
L'épreuve était télévisée, diffusée par Télé-Québec et TV5.
Voici les noms des auteurs : 
- 1994 : Antonine Maillet
- 1995 : Hubert Reeves
- 1996 : Luc Plamondon
- 1997 : Arlette Cousture
- 1998 : Marie-Claire Blais
- 1999 : Marie Laberge
- 2000 : Dany Laferrière
- 2001 : Gilles Vigneault
- 2002 : Robert Charlebois
- 2003 : Stéphane Bourguignon
- 2004 : Gaétan Soucy
- 2005 : Guillaume Vigneault
- 2006 : Luck Mervil
- 2007 : Vincent Vallières
- 2008 : Dan Bigras
- 2009 : Ariane Moffatt